# كورو (تكساس)
كورو (بالإنجليزية: Cuero, Texas) هي مدينة تقع بولاية تكساس في شمال شرق الولايات المتحدة. تبلغ مساحة هذه المدينة 12.8 (كم²)، وترتفع عن سطح البحر 56 م، بلغ عدد سكانها 6571 نسمة في عام 2000 حسب إحصاء مكتب تعداد الولايات المتحدة وتصل الكثافة السكانية فيها 513.9 نسمة/كم2.

## التركيبة السكانية
حدّد مكتب تعداد الولايات المتحدة بيانات التركيبة السكانية لكورو في تعداد الولايات المتحدة. في ما يلي، التركيبة السكانية حسب تعدادي 2000 و2010.

### تعداد عام 2000
بلغ عدد سكان كورو 6,571 نسمة بحسب تعداد عام 2000، وبلغ عدد الأسر 2,500 أسرة وعدد العائلات 1,696 عائلة مقيمة في المدينة. في حين سجلت الكثافة السكانية 385.4 نسمة لكل كيلومتر مربع (998.2/ميل2). وبلغ عدد الوحدات السكنية 2,867 وحدة بمتوسط كثافة قدره 168.2 لكل كيلومتر مربع (435.6/ميل2).
وتوزع التركيب العرقي للمدينة بنسبة 67.25% من البيض و16.71% من الأمريكيين الأفارقة و0.61% من الأمريكيين الأصليين و0.52% من الأمريكيين ذوي الأصول الآسيوية و12.84% من الأعراق الأخرى و2.07% من عرقين مختلطين أو أكثر و34.73% من الهسبانيون أو اللاتينيون من أي عرق.
بلغ عدد الأسر 2,500 أسرة كانت نسبة 38.1% منها لديها أطفال تحت سن الثامنة عشر تعيش معهم، وبلغت نسبة الأزواج القاطنين مع بعضهم البعض 47.2% من أصل المجموع الكلي للأسر، ونسبة 16% من الأسر كان لديها معيلات من الإناث دون وجود شريك، بينما كانت نسبة 4.6% من الأسر لديها معيلون من الذكور دون وجود شريكة وكانت نسبة 32.2% من غير العائلات. تألفت نسبة 29.2% من أصل جميع الأسر من عدة أفراد يعيشون في نفس المنزل ونسبة 16.6% كانت تتألف من شخص يعيش بمفرده يبلغ من العمر 65 عاماً أو أكثر. وبلغ متوسط حجم الأسرة المعيشية 2.54، أما متوسط حجم العائلات فبلغ 3.13.
بلغ العمر الوسطي للسكان 37.5 عاماً. وكانت نسبة 27.1% من القاطنين تحت سن الثامنة عشر، وكانت نسبة 8.5% بين الثامنة عشر والرابعة والعشرين عاماً، ونسبة 23.9% كانت واقعةً في الفئة العمرية ما بين الخامسة والعشرين والرابعة والأربعين عاماً، ونسبة 20% كانت ما بين الخامسة والأربعين والرابعة والستين، ونسبة 17.2% كانت ضمن فئة الخامسة والستين عاماً فما فوق. يوجد لكل 100 أنثى 86.0 ذكر، ويوجد لكل 100 أنثى في الثامنة عشر من عمرها فما فوق 80.2 ذكر.
بلغ متوسط دخل الأسرة في المدينة 24,931 دولارًا، أما متوسط دخل العائلة فبلغ 29,500 دولارًا. وكان متوسط دخل الذكور 26,154 دولارًا مقابل 16,551 دولارًا للإناث. وسجل دخل الفرد الخاص بالمدينة 14,286 دولارًا. وكانت نسبة 21.5% من العائلات ونسبة 26.8% من السكان تحت خط الفقر، وكان من هؤلاء نسبة 35.4% تحت سن الثامنة عشر ونسبة 20.1% في الخامسة والستين من العمر وما فوق.

### تعداد عام 2010
بلغ عدد سكان كورو 6,841 نسمة بحسب تعداد عام 2010، وبلغ عدد الأسر 2,557 أسرة وعدد العائلات 1,701 عائلة مقيمة في المدينة. في حين سجلت الكثافة السكانية 401.2 نسمة لكل كيلومتر مربع (1,039.1/ميل2). وبلغ عدد الوحدات السكنية 2,961 وحدة بمتوسط كثافة قدره 173.7 لكل كيلومتر مربع (449.9/ميل2).
وتوزع التركيب العرقي للمدينة بنسبة 68.63% من البيض و15.16% من الأمريكيين الأفارقة و0.58% من الأمريكيين الأصليين و0.42% من الأمريكيين ذوي الأصول الآسيوية و11.84% من الأعراق الأخرى و3.36% من عرقين مختلطين أو أكثر و39.91% من الهسبانيون أو اللاتينيون من أي عرق.
بلغ عدد الأسر 2,557 أسرة كانت نسبة 36.3% منها لديها أطفال تحت سن الثامنة عشر تعيش معهم، وبلغت نسبة الأزواج القاطنين مع بعضهم البعض 41.5% من أصل المجموع الكلي للأسر، ونسبة 19% من الأسر كان لديها معيلات من الإناث دون وجود شريك، بينما كانت نسبة 6% من الأسر لديها معيلون من الذكور دون وجود شريكة وكانت نسبة 33.5% من غير العائلات. تألفت نسبة 29.1% من أصل جميع الأسر من عدة أفراد يعيشون في نفس المنزل ونسبة 13.6% كانت تتألف من شخص يعيش بمفرده يبلغ من العمر 65 عاماً أو أكثر. وبلغ متوسط حجم الأسرة المعيشية 2.57، أما متوسط حجم العائلات فبلغ 3.16.
بلغ العمر الوسطي للسكان 37.1 عاماً. وكانت نسبة 27.4% من القاطنين تحت سن الثامنة عشر، وكانت نسبة 8.4% بين الثامنة عشر والرابعة والعشرين عاماً، ونسبة 23% كانت واقعةً في الفئة العمرية ما بين الخامسة والعشرين والرابعة والأربعين عاماً، ونسبة 23.9% كانت ما بين الخامسة والأربعين والرابعة والستين، ونسبة 17.3% كانت ضمن فئة الخامسة والستين عاماً فما فوق. وتوزع التركيب الجنسي للسكان بنسبة 46.6% ذكور و53.4% إناث.

## أعلام
- بوب بليك
- بر ماكليلان
- براد غوبل
- دالي موراي
- كودي والاس
- فيرنون غلاس